# International Working Test 2015
International Working Test 2015 (IWT 2015) byl XXIV. ročník mezinárodní soutěže retrieverů ve working testech, který se konal 4. a 5. července 2015 v České republice v poblíž zámku Konopiště. Rozhodnulo o tom zasedání FCI komise pro retrievery 4. července 2014 v dánském městě Skive v předvečer IWT 2014. Pořadatelem soutěže byl pověřen Retriever klub CZ (RKCZ) člen Českomoravské kynologické unie (ČMKU).
Soutěže zúčastnilo 34 týmů (29 národních týmů, 3 národní free týmy a 2 mezinárodní free týmy) ze 13 zemí. Vítězem se stal národní tým Itálie (1) před národními týmy Německa (2) a Dánska (2).
Rozhodčími byli  Dirk Volders,  Ronnie Farrelly,  Stefano Martinoli,  Bobby Robertson,  Miso Sipola.
Oficiální dummy soutěže byly vyrobeny českou firmou Bracco v zelené barvě s černým nápisem IWT2015.

## Přihlášené týmy
Maximální počet startujících byl stanoven 36 týmů. Každá členská země mohla vyslat maximálně 4 národní týmy. Zbývající počet týmů do maxima byl k dispozici pro free týmy.
| Obhajující tým (1) | - Dánsko |
| Národní týmy (28)  | - Belgie (1) - Česko (2) - Dánsko (3) - Finsko (4) - Francie (1) - Itálie (1) - Maďarsko (3) - Německo (4) - Nizozemsko (4) - Norsko (1) - Rakousko (3) - Švýcarsko (1) |
| Free týmy (5)      | - Evropa (2) - Německo (2) - Rakousko (1) |

### České týmy
Soutěže se zúčastnily 2 národní týmy nominovány Retriever Sportem CZ (RSCZ).
Dále se pak přihlásil jeden československý free team s názvem Free Style, který byl složen ze dvou psů z České republiky a dvou psů ze Slovenska.
| Název týmu             | Nominován spolkem | Vůdce            | Vůdce        | Vůdce          | Vůdce             | Pes                        | Pes     | Pes          | Pes            | Pes               |
| Název týmu             | Nominován spolkem | Jméno            | Počet účastí | Poslední start | Nejlepší umístění | Jméno                      | Plemeno | Počet účastí | Poslední start | Nejlepší umístění |
| ---------------------- | ----------------- | ---------------- | ------------ | -------------- | ----------------- | -------------------------- | ------- | ------------ | -------------- | ----------------- |
| Česko (1)              | RSCZ              | Miroslav Krejčí  | 1            | 2013           | 26 (2013)         | Blackthorn Izar            | LR      | 1            | 2013           | 26 (2013)         |
| Česko (1)              | RSCZ              | Michaela Tomcová | 1            | 2011           | 16 (2011)         | Ann Amelia Arlet Star      | LR      | 0            | -              | -                 |
| Česko (1)              | RSCZ              | Dana Slabá       | 0            | -              | -                 | An Ross Arlet Star         | LR      | 0            | -              | -                 |
| Česko (2)              | RSCZ              | Martin Incédi    | 3            | 2014           | 18 (2014)         | Blackthorn Biham           | LR      | 3            | 2014           | 18 (2014)         |
| Česko (2)              | RSCZ              | Táňa Incédi      | 3            | 2014           | 18 (2014)         | Blackthorn Giansar         | LR      | 3            | 2014           | 18 (2014)         |
| Česko (2)              | RSCZ              | Zita Červenková  | 0            | -              | -                 | Flying Flap Ears Frederike | LR      | 0            | -              | -                 |
| Free Style (free team) | -                 | Petr Valenta     | 0            | -              | -                 | Chit z Temné jeskyně       | LR      | 0            | -              | -                 |
| Free Style (free team) | -                 | Peter Novota     | 1            | 2011           | 27 (2011)         | Angel of Adamarden         | LR      | 1            | 2011           | 27 (2011)         |
| Free Style (free team) | -                 | Lenka Liptáková  | 0            | -              | -                 | Blackthorn Menkib          | LR      | 0            | -              | -                 |
| Free Style (free team) | -                 | Tibor Pittich    | 0            | -              | -                 | Trompeterbakkens Teddy     | LR      | 0            | -              | -                 |

       náhradník / rezervní pes

## Rozdělení do skupin
Na začátku každého soutěžního dne byly týmy rozděleny do pěti skupin podle startovních čísel. Během dne každý tým absolvoval pět testů. Rozdělení do skupin určovalo, kterým testem tým začínal.
| I. den | I. den            | I. den  |
| ------ | ----------------- | ------- |
| Test 1 | Stefano Martinoli | 1 ÷ 7   |
| Test 2 | Miso Sipola       | 8 ÷ 14  |
| Test 3 | Bobby Robertson   | 15 ÷ 21 |
| Test 4 | Dirk Volders      | 22 ÷ 28 |
| Test 5 | Ronnie Farrelly   | 29 ÷ 34 |

| II. den | II. den           | II. den |
| ------- | ----------------- | ------- |
| Test 6  | Stefano Martinoli | 29 ÷ 34 |
| Test 7  | Miso Sipola       | 22 ÷ 28 |
| Test 8  | Dirk Volders      | 15 ÷ 21 |
| Test 9  | Bobby Robertso    | 8 ÷ 14  |
| Test 10 | Ronnie Farrelly   | 1 ÷ 7   |

## Místo konání
Soutěž proběhla v honitbě Konopiště poblíž zámku Konopiště nedaleko města Benešov ve středních Čechách.
| Konopiště |

## Konečné hodnocení
Výsledková listina
| Poz. | Země / název týmu        | St. č. | Vůdce                   | Pes                                    | Plemeno | SM | MS | BR | DV | RF | SM | MS | DV | BR | RF | Body | Celk. body |
| ---- | ------------------------ | ------ | ----------------------- | -------------------------------------- | ------- | -- | -- | -- | -- | -- | -- | -- | -- | -- | -- | ---- | ---------- |
| 1    | Itálie (1)               | 16a    | Paolo Guardamagna       | Adam                                   | LR      | 20 | 20 | 16 | 19 | 20 | 19 | 18 | 12 | 20 | 15 | 179  | 501        |
| 1    | Itálie (1)               | 16b    | Thelma Blumenthal –     | Burren Injector                        | LR      | 18 | 15 | 10 | 10 | 16 | 20 | 14 | 15 | 20 | 15 | 153  | 501        |
| 1    | Itálie (1)               | 16c    | Salvatore Zappavigna    | Thegrowingericemotion                  | LR      | 18 | 20 | 16 | 0  | 20 | 20 | 19 | 18 | 20 | 18 | 169  | 501        |
| 2    | Německo (2)              | 19a    | Birgit Drebenstedt      | Gunsight's Dotted Clay                 | LR      | 15 | 16 | 17 | 14 | 20 | 17 | 9  | 10 | 15 | 19 | 152  | 496        |
| 2    | Německo (2)              | 19b    | Jörg Mente              | Gunsight's Elliot                      | LR      | 17 | 12 | 12 | 17 | 16 | 20 | 20 | 10 | 18 | 18 | 160  | 496        |
| 2    | Německo (2)              | 19c    | Anja Möller-Hubert –    | Gunsight's Eskin                       | LR      | 19 | 16 | 18 | 20 | 20 | 19 | 15 | 18 | 20 | 19 | 184  | 496        |
| 3    | Dánsko (2)               | 18a    | Tom Andersen –          | Maxjan's Edes                          | LR      | 15 | 15 | 10 | 20 | 18 | 16 | 20 | 0  | 14 | 20 | 148  | 495        |
| 3    | Dánsko (2)               | 18b    | Holger Davidsen         | Thirsgaards I Caught Fire              | LR      | 12 | 20 | 14 | 13 | 20 | 20 | 19 | 20 | 20 | 10 | 168  | 495        |
| 3    | Dánsko (2)               | 18c    | Susanne Andersen        | Highhut's Alopex                       | LR      | 16 | 19 | 18 | 17 | 20 | 18 | 14 | 20 | 20 | 17 | 179  | 495        |
| 4-5  | Blackthorn (free team)   | 4a     | Bernd Janich –          | Blackthorn Enki                        | LR      | 18 | 19 | 17 | 16 | 20 | 15 | 20 | 16 | 20 | 17 | 178  | 493        |
| 4-5  | Blackthorn (free team)   | 4b     | Rainer Scesny           | Blackthorn Ireneus                     | LR      | 15 | 19 | 15 | 17 | 20 | 12 | 14 | 20 | 18 | 16 | 166  | 493        |
| 4-5  | Blackthorn (free team)   | 4c     | Rainer Schmidt          | Drakeshead Vogue                       | LR      | 13 | 19 | 14 | 20 | 18 | 0  | 13 | 18 | 17 | 17 | 149  | 493        |
| 4-5  | Maďarsko (1)             | 15a    | Csaba Karai –           | Borra Von Den Hochangern               | LR      | 18 | 15 | 10 | 14 | 14 | 16 | 10 | 17 | 20 | 19 | 153  | 493        |
| 4-5  | Maďarsko (1)             | 15b    | Zsolt Török             | Blackthorn Grus                        | LR      | 18 | 12 | 19 | 19 | 19 | 8  | 16 | 20 | 20 | 15 | 166  | 493        |
| 4-5  | Maďarsko (1)             | 15c    | Csaba Szántay           | Flashway Cliff                         | GR      | 16 | 17 | 15 | 17 | 17 | 16 | 18 | 19 | 20 | 19 | 174  | 493        |
| 6    | Finlegin (free team)     | 10a    | Volker Herrmann –       | Starcreek Infinity                     | LR      | 20 | 19 | 16 | 17 | 20 | 16 | 18 | 18 | 20 | 19 | 183  | 489        |
| 6    | Finlegin (free team)     | 10b    | Stefan Berlips          | Blackthorn Lempi                       | LR      | 17 | 0  | 20 | 20 | 15 | 18 | 20 | 12 | 20 | 17 | 159  | 489        |
| 6    | Finlegin (free team)     | 10c    | Bernadette Dierks Meyer | Gin vom alten Trappistenkloster        | LR      | 17 | 13 | 16 | 20 | 14 | 20 | 15 | 0  | 14 | 18 | 147  | 489        |
| 7    | Dánsko (1)               | 9a     | Lars Nørgaard –         | Michnos Friend Chandler Bing           | LR      | 18 | 0  | 14 | 19 | 18 | 20 | 15 | 19 | 18 | 20 | 161  | 481        |
| 7    | Dánsko (1)               | 9b     | Johannes Raaballe       | Batmoors' Gentle George Will           | LR      | 14 | 12 | 18 | 12 | 20 | 19 | 19 | 15 | 18 | 16 | 163  | 481        |
| 7    | Dánsko (1)               | 9c     | Ove Simonsen            | Lærkereden's Ask                       | LR      | 19 | 0  | 18 | 11 | 16 | 17 | 20 | 17 | 20 | 19 | 157  | 481        |
| 8    | Maďarsko (3)             | 34a    | Rita Kökény –           | Garagill Pike                          | LR      | 14 | 18 | 17 | 8  | 18 | 16 | 5  | 17 | 19 | 17 | 149  | 477        |
| 8    | Maďarsko (3)             | 34b    | Katalin Megyeri         | Blackthorn Fair                        | LR      | 18 | 20 | 0  | 15 | 18 | 16 | 20 | 20 | 17 | 15 | 159  | 477        |
| 8    | Maďarsko (3)             | 34c    | Bogdan Bartakovics      | Blackthorn Indira                      | LR      | 15 | 19 | 12 | 16 | 18 | 20 | 11 | 18 | 20 | 20 | 169  | 477        |
| 9    | Dánsko (obhájce)         | 24a    | Steen Bisgård           | Webley                                 | LR      | 13 | 20 | 14 | 18 | 17 | 17 | 15 | 18 | 15 | 20 | 167  | 468        |
| 9    | Dánsko (obhájce)         | 24b    | Brian Rasmusan          | Batmoors' Hill Clyde                   | LR      | 15 | 20 | 14 | 17 | 19 | 16 | 0  | 15 | 16 | 18 | 150  | 468        |
| 9    | Dánsko (obhájce)         | 24c    | Tanja Thorsen           | Swaine Nidian                          | LR      | 17 | 8  | 15 | 19 | 16 | 10 | 19 | 14 | 14 | 19 | 151  | 468        |
| 10   | Swiss-German (free team) | 13a    | Freddy Ringwald –       | CrossSearcher Askia Sari               | LR      | 20 | 0  | 14 | 0  | 18 | 20 | 19 | 17 | 20 | 20 | 148  | 465        |
| 10   | Swiss-German (free team) | 13b    | Andreas Brode           | Carrickview Chestnut                   | LR      | 9  | 20 | 12 | 11 | 12 | 16 | 17 | 15 | 18 | 15 | 145  | 465        |
| 10   | Swiss-German (free team) | 13c    | Silvana Mahler          | Limcreek Aragon Corona                 | LR      | 14 | 15 | 19 | 17 | 17 | 18 | 19 | 19 | 14 | 20 | 172  | 465        |
| 11   | Rakousko (2)             | 20a    | Barbara Stadlhuber –    | Xandro vom Fichtenhorst                | LR      | 16 | 16 | 16 | 11 | 17 | 18 | 20 | 18 | 8  | 19 | 159  | 462        |
| 11   | Rakousko (2)             | 20b    | Manuel Waldner          | Waterfriend Vagus                      | LR      | 17 | 16 | 0  | 14 | 19 | 16 | 0  | 19 | 18 | 16 | 135  | 462        |
| 11   | Rakousko (2)             | 20c    | Gerhard Kagbauer        | Think Twice Absolute Beginners         | GR      | 19 | 19 | 14 | 19 | 17 | 16 | 20 | 6  | 18 | 20 | 168  | 462        |
| 12   | Česko (2)                | 23a    | Martin Incédi –         | Blackthorn Biham                       | LR      | 0  | 19 | 20 | 20 | 18 | 5  | 13 | 12 | 20 | 20 | 147  | 452        |
| 12   | Česko (2)                | 23b    | Táňa Incédi             | Blackthorn Giansar                     | LR      | 17 | 16 | 18 | 17 | 15 | 15 | 18 | 10 | 15 | 18 | 159  | 452        |
| 12   | Česko (2)                | 23c    | Zita Červenková         | Flying Flap Ears Frederike             | LR      | 5  | 19 | 16 | 18 | 14 | 10 | 17 | 8  | 20 | 19 | 146  | 452        |
| 13   | Maďarsko (2)             | 7a     | Péter Yandó             | Brookbank Bee                          | LR      | 20 | 14 | 15 | 17 | 20 | 17 | 18 | 16 | 20 | 19 | 176  | 450        |
| 13   | Maďarsko (2)             | 7b     | Zsolt Böszörményi –     | Starcreek Ginger                       | LR      | 16 | 18 | 10 | 20 | 17 | 0  | 15 | 14 | 18 | 17 | 145  | 450        |
| 13   | Maďarsko (2)             | 7c     | István Bakó             | Blackthorn Karim                       | LR      | 0  | 20 | 0  | 19 | 18 | 5  | 15 | 15 | 20 | 17 | 129  | 450        |
| 14   | Rakousko (3)             | 26a    | Helga Mair              | Eve of Hopeful Image                   | LR      | 18 | 19 | 13 | 14 | 14 | 14 | 18 | 15 | 20 | 20 | 165  | 435        |
| 14   | Rakousko (3)             | 26b    | Hartmut Schöppl         | Uranus vom Fichtenhorst                | LR      | 18 | 0  | 17 | 0  | 16 | 16 | 15 | 20 | 20 | 11 | 133  | 435        |
| 14   | Rakousko (3)             | 26c    | Ulla Schütz –           | Jersey Girls Kind Sookie               | LR      | 6  | 20 | 12 | 20 | 15 | 0  | 20 | 10 | 14 | 20 | 137  | 435        |
| 15   | Švýcarsko (1)            | 2a     | Béatrice Loetscher –    | Funnyline Fieldquest Sheynne           | GR      | 14 | 20 | 10 | 11 | 20 | 20 | 15 | 17 | 14 | 14 | 155  | 434        |
| 15   | Švýcarsko (1)            | 2b     | Claudia Gross           | Lockthorn Temba                        | LR      | 10 | 19 | 10 | 20 | 17 | 0  | 20 | 20 | 20 | 14 | 150  | 434        |
| 15   | Švýcarsko (1)            | 2c     | Pierre-Yves Loetscher   | Funnyline Fieldquest J.B.              | GR      | 19 | 9  | 0  | 15 | 12 | 8  | 13 | 18 | 18 | 17 | 129  | 434        |
| 16   | Německo (4)              | 17a    | Thomas Kühn –           | Savage Run Heedful Aid                 | LR      | 10 | 0  | 10 | 19 | 18 | 19 | 13 | 19 | 20 | 15 | 143  | 431        |
| 16   | Německo (4)              | 17b    | Heike Bülhoff           | Stonehunter Finnish Hazel              | GR      | 12 | 14 | 0  | 16 | 17 | 18 | 15 | 16 | 14 | 15 | 137  | 431        |
| 16   | Německo (4)              | 17c    | Anja Nowak              | Magnolia vom Warsingfehn               | LR      | 10 | 17 | 10 | 14 | 20 | 18 | 13 | 11 | 20 | 18 | 151  | 431        |
| 17   | Česko (1)                | 31a    | Miroslav Krejčí –       | Blackthorn Izar                        | LR      | 15 | 18 | 18 | 18 | 17 | 16 | 16 | 15 | 18 | 17 | 168  | 423        |
| 17   | Česko (1)                | 31b    | Michaela Tomcová        | Ann Amelia Arlet Star                  | LR      | 9  | 0  | 16 | 20 | 10 | 14 | 12 | 17 | 20 | 20 | 138  | 423        |
| 17   | Česko (1)                | 31c    | Dana Slabá              | An Ross Arlet Star                     | LR      | 0  | 12 | 19 | 16 | 16 | 3  | 13 | 0  | 20 | 18 | 117  | 423        |
| 18   | Finsko (1)               | 33a    | Pekka Tuomi –           | Mehtälammen Dixie                      | LR      | 0  | 16 | 14 | 18 | 16 | 0  | 12 | 17 | 0  | 18 | 111  | 416        |
| 18   | Finsko (1)               | 33b    | Elina Salo              | Hardrocks Artists Life                 | LR      | 0  | 19 | 10 | 18 | 18 | 20 | 19 | 19 | 12 | 17 | 152  | 416        |
| 18   | Finsko (1)               | 33c    | Riitta Väisänen         | Demon Eye's Witch Hunt                 | LR      | 18 | 20 | 15 | 20 | 15 | 19 | 14 | 10 | 10 | 12 | 153  | 416        |
| 19   | Dánsko (3)               | 32a    | Stig Andersen –         | Maxjan's Ganton                        | LR      | 15 | 14 | 20 | 0  | 15 | 12 | 17 | 20 | 20 | 12 | 145  | 412        |
| 19   | Dánsko (3)               | 32b    | Mette Andersen          | Maxjan's Sally                         | LR      | 18 | 16 | 15 | 16 | 18 | 18 | 16 | 16 | 20 | 15 | 168  | 412        |
| 19   | Dánsko (3)               | 32c    | Dorte Klarskov Mahler   | Gleen Mhor's Mia                       | GR      | 0  | 7  | 0  | 11 | 14 | 14 | 14 | 0  | 20 | 19 | 99   | 412        |
| 20   | Rakousko (1)             | 8a     | Kurt Becksteiner –      | Denbank Kirky                          | LR      | 19 | 0  | 12 | 20 | 19 | 16 | 19 | 20 | 20 | 15 | 160  | 411        |
| 20   | Rakousko (1)             | 8b     | Imma Walderdorff        | Fuse von der Atterseewelle             | LR      | 15 | 0  | 0  | 19 | 18 | 3  | 14 | 16 | 10 | 8  | 103  | 411        |
| 20   | Rakousko (1)             | 8c     | Ivonne Brunold          | Beechdale's Dusty Hazel                | LR      | 18 | 0  | 14 | 20 | 16 | 10 | 17 | 18 | 15 | 20 | 148  | 411        |
| 21   | Finsko (3)               | 6a     | Mervi Salo              | Waterfowler Copper                     | LR      | 17 | 14 | 20 | 16 | 20 | 18 | 5  | 14 | 20 | 8  | 152  | 409        |
| 21   | Finsko (3)               | 6b     | Markku Kankkunen        | Kaikuhaukun Wellamo                    | LR      | 3  | 0  | 18 | 12 | 18 | 20 | 19 | 16 | 20 | 10 | 136  | 409        |
| 21   | Finsko (3)               | 6c     | Pasi Tikka –            | Eagle Owl's Rip Van Winkle             | LR      | 0  | 15 | 15 | 18 | 18 | 13 | 15 | 12 | 15 | 0  | 121  | 409        |
| 22   | Německo (3)              | 28a    | Petra Soons –           | Collin from golden lake of miracles    | GR      | 12 | 19 | 14 | 14 | 15 | 14 | 0  | 15 | 20 | 20 | 143  | 402        |
| 22   | Německo (3)              | 28b    | Norma Zvolsky           | Duckflight Beesley                     | GR      | 18 | 17 | 15 | 13 | 16 | 16 | 0  | 15 | 18 | 20 | 148  | 402        |
| 22   | Německo (3)              | 28c    | Tanja Ellerbrock        | Duckflight Chaffinch                   | GR      | 0  | 12 | 18 | 19 | 6  | 8  | 13 | 15 | 0  | 20 | 111  | 402        |
| 23   | Německo (1)              | 25a    | Susanne Gruen –         | Capper of Sinders Stream Valley        | LR      | 12 | 13 | 12 | 0  | 16 | 20 | 16 | 0  | 17 | 15 | 121  | 401        |
| 23   | Německo (1)              | 25b    | Sybille Wasmuth         | Brave William of Mountain Forest Glade | GR      | 16 | 18 | 17 | 19 | 17 | 10 | 20 | 17 | 18 | 6  | 158  | 401        |
| 23   | Německo (1)              | 25c    | Julia Doerr             | Y're Quimbo of Mountain Forest Glade   | LR      | 15 | 15 | 0  | 0  | 18 | 13 | 5  | 18 | 20 | 18 | 122  | 401        |
| 24   | Finsko (2)               | 5a     | Mika Lappalainen –      | Rushbrigg Norton                       | LR      | 5  | 16 | 0  | 14 | 20 | 16 | 0  | 18 | 15 | 19 | 123  | 396        |
| 24   | Finsko (2)               | 5b     | Tommy Jansson           | Eagle Owl's Quirinus                   | LR      | 20 | 0  | 14 | 11 | 20 | 19 | 20 | 17 | 16 | 16 | 153  | 396        |
| 24   | Finsko (2)               | 5c     | Mari Koivisto           | Demon Eye's Freewill                   | LR      | 16 | 19 | 0  | 0  | 12 | 13 | 14 | 14 | 15 | 17 | 120  | 396        |
| 25   | Francie (1)              | 3a     | Xavier Gosse            | Funnyline Fieldquest Scottish Sun      | GR      | 10 | 20 | 20 | 0  | 19 | 3  | 17 | 0  | 18 | 16 | 123  | 394        |
| 25   | Francie (1)              | 3b     | Anne Besnard –          | Ravensbank sir Lancelot                | LR      | 13 | 19 | 10 | 19 | 18 | 17 | 10 | 10 | 18 | 8  | 142  | 394        |
| 25   | Francie (1)              | 3c     | Philippe Peiffer        | Chausson Cazan                         | GR      | 19 | 0  | 10 | 18 | 17 | 18 | 9  | 0  | 20 | 18 | 129  | 394        |
| 26   | Belgie (1)               | 11a    | Nils De Peuter –        | Flying Kangaroo Ighor                  | GR      | 15 | 17 | 20 | 11 | 19 | 20 | 17 | 17 | 20 | 16 | 172  | 354        |
| 26   | Belgie (1)               | 11b    | Gaston Maerievoet       | Kay of the Charmed Angel               | LR      | 14 | 0  | 0  | 0  | 19 | 18 | 14 | 13 | 15 | 15 | 108  | 354        |
| 26   | Belgie (1)               | 11c    | Marijke Meeusen         | Gundog's Choice Chess                  | GR      | 11 | 0  | 0  | 0  | 13 | 20 | 0  | 0  | 12 | 18 | 74   | 354        |
| 27   | Nizozemsko (1)           | 21a    | Michel van Geel –       | Dual's Hope Lionheart                  | LR      | 16 | 0  | 14 | 14 | 14 | 10 | 0  | 6  | 20 | 10 | 104  | 353        |
| 27   | Nizozemsko (1)           | 21b    | Marleen Sluijs          | Abottsross Dunluce                     | LR      | 16 | 13 | 15 | 17 | 19 | 12 | 18 | 0  | 20 | 12 | 142  | 353        |
| 27   | Nizozemsko (1)           | 21c    | Jan Sluijs              | Abottsross Digby                       | LR      | 12 | 0  | 14 | 15 | 15 | 0  | 18 | 0  | 14 | 19 | 107  | 353        |
| 28   | Tyrol (free team)        | 1a     | Robert Kaserer –        | Marsh Marigold's Allatonce Arthos      | LR      | 17 | 15 | 20 | 11 | 20 | 17 | 10 | 17 | 12 | 15 | 154  | 351        |
| 28   | Tyrol (free team)        | 1b     | Silvia Schwarz          | Beechdale's Bee Orchid                 | LR      | 0  | 16 | 0  | 14 | 15 | 8  | 0  | 10 | 14 | 18 | 95   | 351        |
| 28   | Tyrol (free team)        | 1c     | Ulli Lentsch            | Dr. Lucky von der Atterseewelle        | LR      | 0  | 0  | 0  | 12 | 15 | 15 | 14 | 13 | 15 | 18 | 102  | 351        |
| 29   | Nizozemsko (2)           | 22a    | Richard van Kaam –      | Archer of the spring cottage           | LR      | 12 | 14 | 18 | 13 | 18 | 10 | 19 | 20 | 20 | 18 | 162  | 349        |
| 29   | Nizozemsko (2)           | 22b    | Koen Gouweloos          | Dane of the spring cottage             | LR      | 7  | 0  | 16 | 0  | 20 | 18 | 0  | 12 | 0  | 10 | 83   | 349        |
| 29   | Nizozemsko (2)           | 22c    | Rinus Heijmans          | Garrethall Quiff                       | LR      | 14 | 0  | 0  | 12 | 14 | 16 | 8  | 20 | 0  | 20 | 104  | 349        |
| 30   | Nizozemsko (3)           | 12a    | Willem Schokker –       | Jay Jayjoy of 't Angels Court          | LR      | 2  | 0  | 18 | 8  | 18 | 17 | 19 | 20 | 17 | 18 | 137  | 329        |
| 30   | Nizozemsko (3)           | 12b    | Helen Zimmermann        | Eager Elan The Second off April        | LR      | 0  | 17 | 18 | 0  | 17 | 15 | 20 | 20 | 20 | 13 | 140  | 329        |
| 30   | Nizozemsko (3)           | 12c    | Sjoukje de Vries        | Longchamp Jouet                        | LR      | 0  | 0  | 0  | 16 | 0  | 19 | 0  | 0  | 0  | 17 | 52   | 329        |
| 31   | Norsko (1)               | 27a    | Grethe Ranheim          | Glenbriar Polly                        | LR      | 9  | 0  | 12 | 0  | 10 | 19 | 19 | 15 | 20 | 15 | 119  | 316        |
| 31   | Norsko (1)               | 27b    | Asbjørn Kristiansen –   | Fak's Vanja                            | LR      | 20 | 17 | 0  | 0  | 0  | 13 | 20 | 10 | 20 | 16 | 116  | 316        |
| 31   | Norsko (1)               | 27c    | Erling Skotner          | Glenbriar Meadow                       | LR      | 10 | 0  | 0  | 0  | 15 | 12 | 13 | 0  | 12 | 19 | 81   | 316        |
| 32   | Nizozemsko (4)           | 14a    | Rob Tervoort –          | Thornmill Isha                         | GR      | 18 | 0  | 17 | 0  | 15 | 16 | 13 | 10 | 12 | 13 | 114  | 310        |
| 32   | Nizozemsko (4)           | 14b    | Wim van Loenen          | One of Us van de Loenense Hoeve        | GR      | 2  | 15 | 0  | 18 | 17 | 13 | 11 | 14 | 12 | 15 | 117  | 310        |
| 32   | Nizozemsko (4)           | 14c    | John van Steen          | Philgill's Khenzie                     | GR      | 11 | 0  | 10 | 13 | 15 | 0  | 0  | 12 | 0  | 18 | 79   | 310        |
| 33   | Free Style (free team)   | 29a    | Petr Valenta            | Chit z Temné jeskyně                   | LR      | 14 | 15 | 0  | 14 | 0  | 0  | 8  | 0  | 16 | 20 | 87   | 308        |
| 33   | Free Style (free team)   | 29b    | Tibor Pittich           | Trompeterbakkens Teddy                 | LR      | 7  | 16 | 16 | 7  | 16 | 10 | 18 | 2  | 15 | 7  | 114  | 308        |
| 33   | Free Style (free team)   | 29c    | Lenka Liptáková         | Blackthorn Menkib                      | LR      | 10 | 0  | 14 | 0  | 0  | 18 | 12 | 13 | 20 | 20 | 107  | 308        |
| 34   | Finsko (4)               | 30a    | Pasi Pöppönen –         | Namusillan Tuulihaukka                 | LR      | 6  | 18 | 0  | 16 | 15 | 20 | 10 | 0  | 20 | 19 | 124  | 294        |
| 34   | Finsko (4)               | 30b    | Sari Pitkänen           | Namusillan Korppikotka                 | LR      | 14 | 0  | 8  | 6  | 12 | 0  | 0  | 6  | 10 | 12 | 68   | 294        |
| 34   | Finsko (4)               | 30c    | Peka Laurikkala         | Namusillan Helnähukka                  | LR      | 18 | 17 | 18 | 17 | 12 | 0  | 0  | 0  | 0  | 20 | 102  | 294        |

1. ↑  Danny Fraser –
2. ↑   Peter Novota –

### Průběžné výsledky
| Země / název týmu        | St. č. | I. den | I. den | II. den | II. den | Celk. body | Celk. poz. | Posun† |
| Země / název týmu        | St. č. | Body   | Poz.   | Body    | Poz.    | Celk. body | Celk. poz. | Posun† |
| ------------------------ | ------ | ------ | ------ | ------- | ------- | ---------- | ---------- | ------ |
| Itálie (1)               | 16     | 238    | 7      | 263     | 3       | 501        | 1          | 6      |
| Německo (2)              | 19     | 249    | 2      | 247     | 7       | 496        | 2          | 0      |
| Dánsko (2)               | 18     | 247    | 3      | 248     | 6       | 495        | 3          | 0      |
| Blackthorn (free team)   | 4      | 260    | 1      | 233     | 10      | 493        | 4          | -3     |
| Maďarsko (1)             | 15     | 240    | 6      | 253     | 4       | 493        | 4          | 2      |
| Finlegin (free team)     | 10     | 244    | 4      | 245     | 8       | 489        | 6          | -2     |
| Dánsko (1)               | 9      | 209    | 14     | 272     | 1       | 481        | 7          | 7      |
| Maďarsko (3)             | 34     | 226    | 10     | 251     | 5       | 477        | 8          | 2      |
| Dánsko (obhájce)         | 24     | 242    | 5      | 226     | 16      | 468        | 9          | -4     |
| Swiss-German (free team) | 13     | 198    | 20     | 267     | 2       | 465        | 10         | 10     |
| Rakousko (2)             | 20     | 230    | 9      | 232     | 13      | 462        | 11         | -2     |
| Česko (2)                | 23     | 232    | 8      | 220     | 20      | 452        | 12         | -4     |
| Maďarsko (2)             | 7      | 224    | 11     | 226     | 16      | 450        | 13         | -2     |
| Rakousko (3)             | 26     | 202    | 19     | 233     | 10      | 435        | 14         | 5      |
| Švýcarsko (1)            | 2      | 206    | 16     | 228     | 15      | 434        | 15         | 1      |
| Německo (4)              | 17     | 187    | 24     | 244     | 9       | 431        | 16         | 8      |
| Česko (1)                | 31     | 204    | 17     | 219     | 21      | 423        | 17         | 0      |
| Finsko (1)               | 33     | 217    | 12     | 199     | 26      | 416        | 18         | -6     |
| Dánsko (3)               | 32     | 179    | 25     | 233     | 10      | 412        | 19         | 6      |
| Rakousko (1)             | 8      | 190    | 22     | 221     | 19      | 411        | 20         | 2      |
| Finsko (3)               | 6      | 204    | 17     | 205     | 25      | 409        | 21         | -4     |
| Německo (3)              | 28     | 208    | 15     | 194     | 28      | 402        | 22         | -7     |
| Německo (1)              | 25     | 188    | 23     | 213     | 24      | 401        | 23         | 0      |
| Finsko (2)               | 5      | 167    | 27     | 229     | 14      | 396        | 24         | 3      |
| Francie (1)              | 3      | 212    | 13     | 182     | 30      | 394        | 25         | -12    |
| Belgie (1)               | 11     | 139    | 31     | 215     | 22      | 354        | 26         | 5      |
| Nizozemsko (1)           | 21     | 194    | 21     | 159     | 32      | 353        | 27         | -6     |
| Tyrol (free team)        | 1      | 155    | 29     | 196     | 27      | 351        | 28         | 1      |
| Nizozemsko (2)           | 22     | 158    | 28     | 191     | 29      | 349        | 29         | -1     |
| Nizozemsko (3)           | 12     | 114    | 33     | 215     | 22      | 329        | 30         | 3      |
| Norsko (1)               | 27     | 93     | 34     | 223     | 18      | 316        | 31         | 3      |
| Nizozemsko (4)           | 14     | 151    | 30     | 159     | 32      | 310        | 32         | -2     |
| Free Style (free team)   | 29     | 129    | 32     | 179     | 31      | 308        | 33         | -1     |
| Finsko (4)               | 30     | 177    | 26     | 117     | 34      | 294        | 34         | -8     |

† Rozdíl pozic mezi prvním dnem a konečným pořadím.

## Fotogalerie

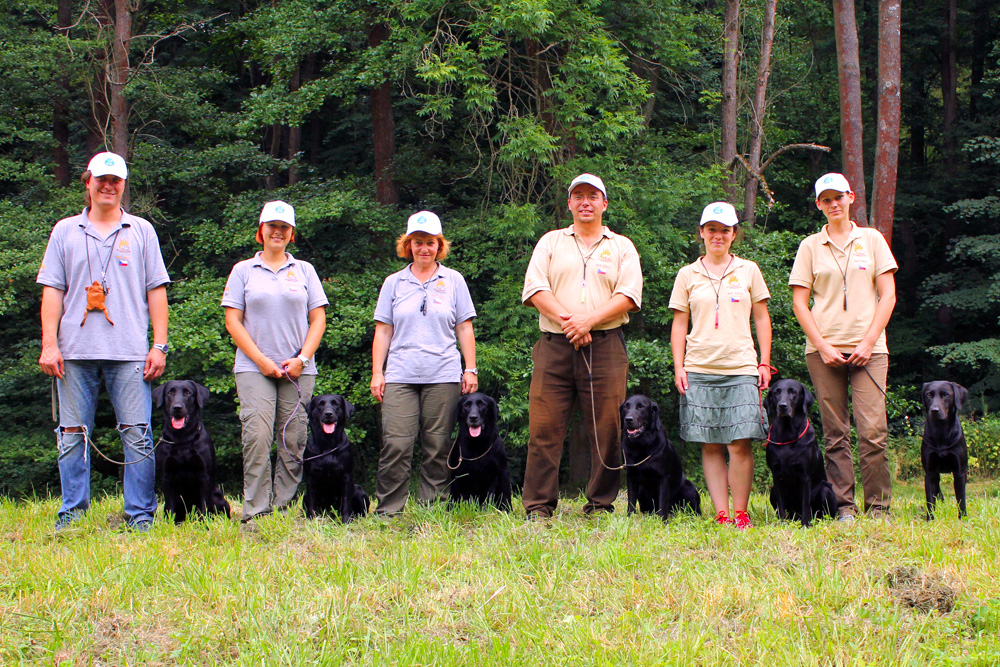
České národní týmy (1): Miroslav Krejčí, Michaela Tomcová, Dana Slabá (2): Martin Icédi, Zita Červenková, Táňa Incédi
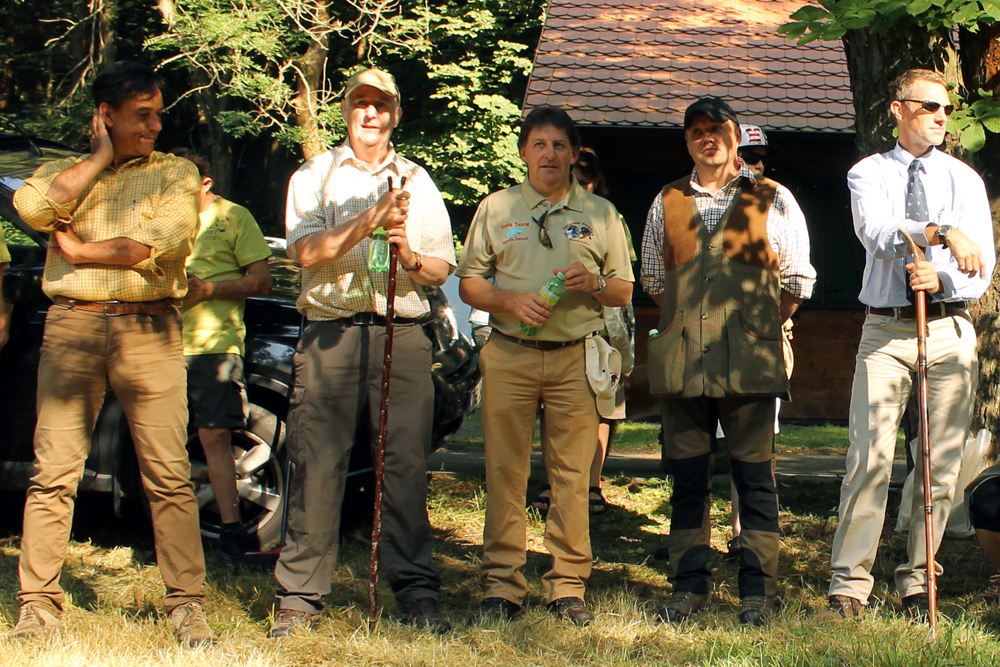
Rozhodčí: Stefano Martinoli, Bobby Robertson, Ronnie Farrelly, Miso Sipola, Dirk Volders
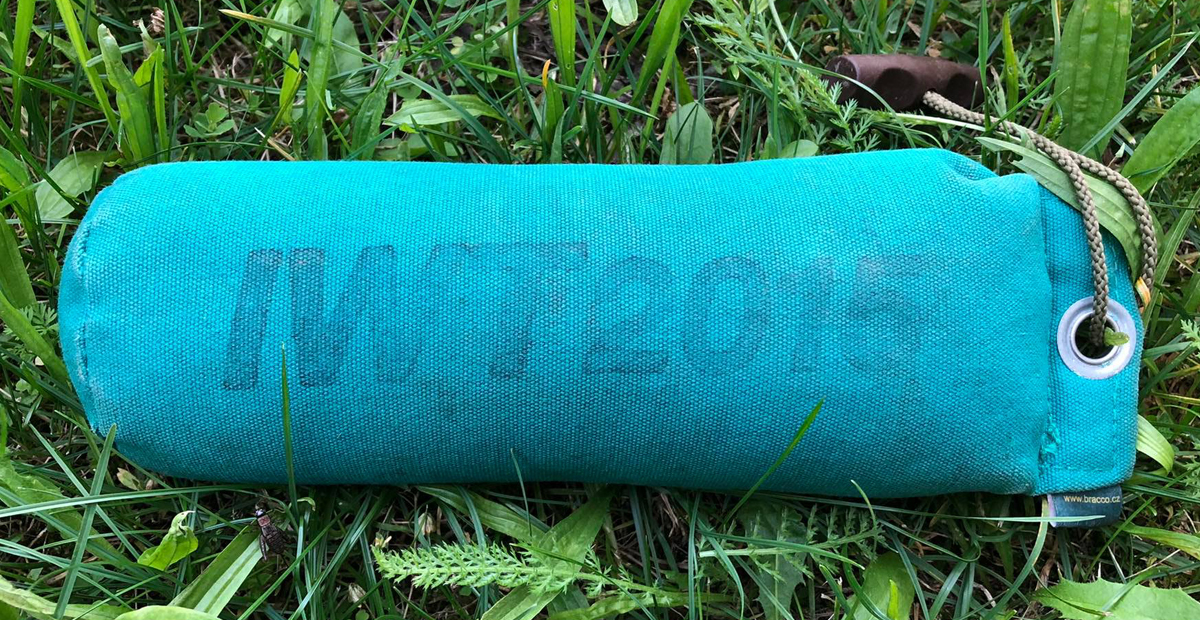
Oficiální dummy soutěže
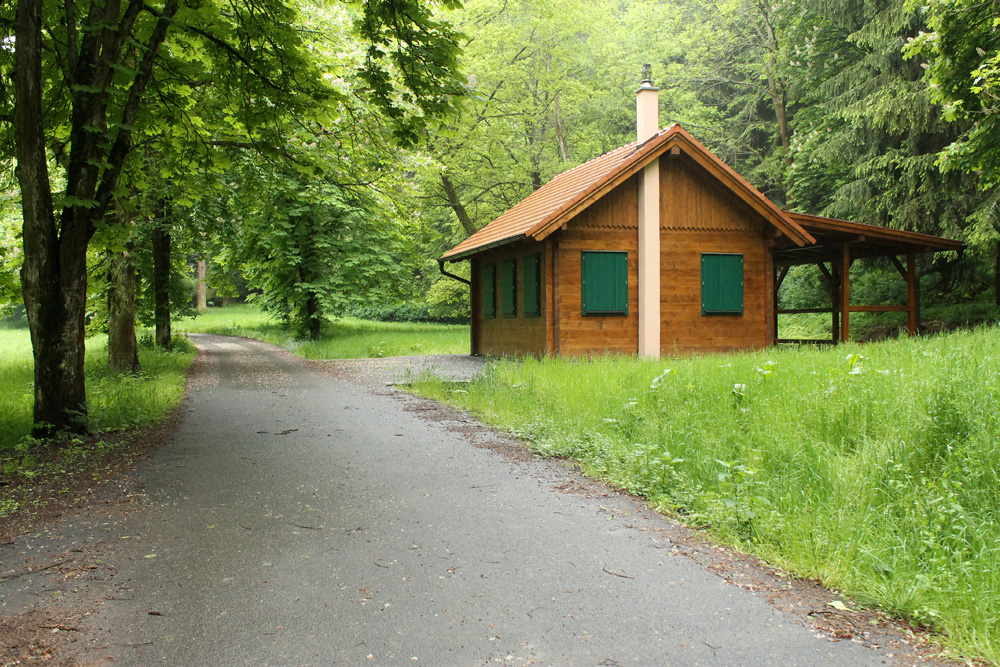
Místo srazu: Lovecká chatka - Želetinka